# Dmitri Ivanov
Dmitri Ivanov (en ruso: Дмитрий Алексеевич Иванов; Kuybyshev, RSFS de Rusia; 17 de septiembre de 1970 – 11 de julio de 2023) fue un futbolista y dirigente de fútbol ruso que jugó en las posiciones de delantero y centrocampista.

## Equipos
| Periodo   | Club                                      | Apariciones | Goles |
| --------- | ----------------------------------------- | ----------- | ----- |
| 1987      | FC Torpedo Volzhsky                       | 5           | 0     |
| 1988      | FC Tekstilshchik Kamyshin                 | 16          | 0     |
| 1989      | FC Zvezda Gorodishche                     | 22          | 2     |
| 1990–1991 | FC Krylia Sovetov Samara                  | 75          | 20    |
| 1992      | FC Torpedo Moscow                         | 13          | 0     |
| 1992      | → FC Torpedo-2 Moscow (cedido)            | 10          | 1     |
| 1992–1993 | FC Krylia Sovetov Samara                  | 7           | 1     |
| 1993–1994 | FC Rotor Volgograd                        | 9           | 1     |
| 1994      | → FC Rotor-2 Volgograd (cedido)           | 9           | 1     |
| 1995      | FC Torpedo Volzhsky                       | 39          | 15    |
| 1996      | FC Energiya-Tekstilshchik Kamyshin        | 12          | 0     |
| 1997–1999 | FC Uralan Elista                          | 87          | 16    |
| 2000      | FC Rostselmash Rostov-on-Don              | 18          | 0     |
| 2000      | → FC Rostselmash Rostov-on-Don-2 (cedido) | 5           | 1     |
| 2001      | FC Rubin Kazan                            | 7           | 1     |
| 2002      | FC Metallurg Krasnoyarsk                  | 5           | 1     |
| 2002–2003 | FC Olimpia Volgograd                      | 32          | 6     |

## Tras el retiro
Al retirarse en 2003 estuvo 19 años trabajando dentro del FC Olimpia Volgograd, estando dos periodos como entrenador asistente, un año como administrador y dos años como director deportivo.